# درینیا
شهر درینیا (به روسی: Δερύνεια) در ناحیه فاماگوستا در کشور قبرس واقع شده‌است. جمعیت این شهر ۵٫۱۶۱ نفر است.